# Согленски манастир
Согленският манастир „Рождество на Пресвета Богородица“ (на македонска литературна норма: Согленски манастир „Рождество на Пресвета Богородица“) е православен манастир в село Согле, в областта Азот в централната част на Северна Македония, на 30 km югозападно от Велес. Част е от Повардарската епархия на Македонската православна църква.

## История
За времето на изграждането на манастира няма никакви сведения. Предполага се, че е преди ислямизирането на Согле, към XIV–XV век. В периода от 1850 до 1855 година са поправени конаците и църквата. Църквата е куполна и малка. Неин автор и Андон Китанов. На 25 август 2007 година митрополит Агатангел Повардарски поставя темелен камък за нови конаци.
Иконите в храма са дело на прилепския зограф Иван Апостолов. Иконите Свети Никола със сцени от житието му, Неизвестни светци, Въведение Богородично, Богородица с Христос, Архангел Михаил, Богородица с Христос са от XVII век.
В началото на ХХ век манастирът е подведомствен на Велешката митрополия на Българската екзархия, въпреки усилията на сръбската пропаганда да го завземе.
- Икони от храма
- Свети Николай със сцени от житието му, XVII век
- Архангел Михаил, XVII век
- Богородица с Христос, XVII век